# قمری جنگلی خال‌زمردی
قمری جنگلی خال‌زمردی (نام علمی: Turtur chalcospilos) یک پرنده از خانوادهٔ کبوتران است که در سراسر شرق و جنوب آفریقا ساکن است. گونهٔ جنگل‌های برگ‌ریز خشک باز و رشد دوم است ولی در جنگل‌های بارانی همیشه‌سبز و مناطق نیمه بیابانی وجود ندارد.
قمری جنگلی خال‌زمردی، گروهی نیست، اما ممکن است دسته‌ها در چاله‌های آبی تشکیل شوند. این گونه معمولاً روی زمین برای علف و دانه‌های کوچک غذایابی می‌کند.

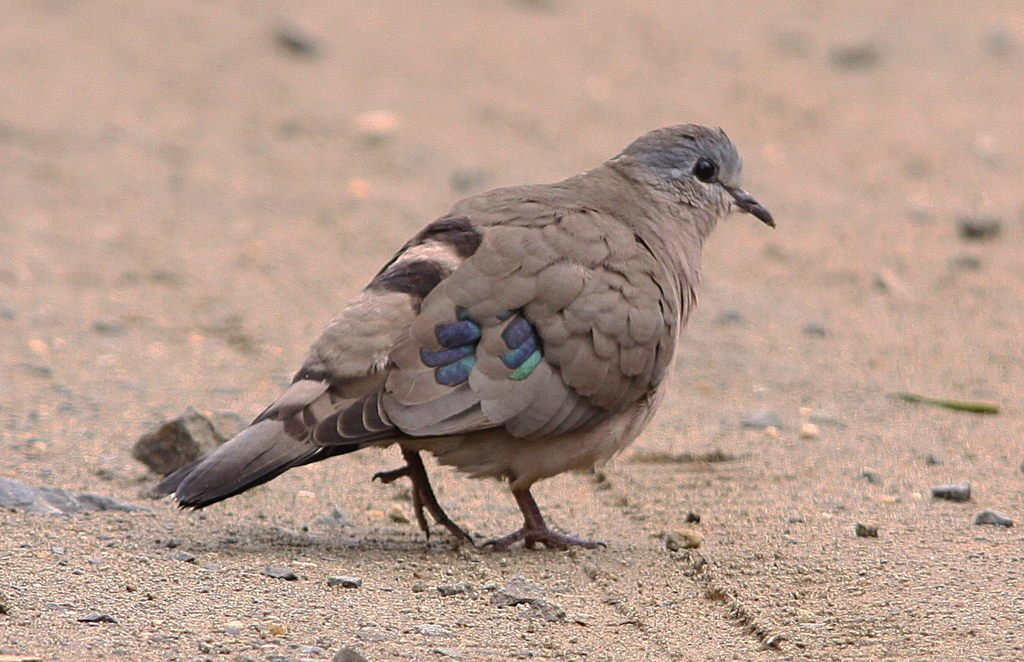
یک قمری در هلولوئه-اومفلوزی، آفریقای جنوبی، خال‌های آبی مایل به زمردی در بال را نشان می‌دهد.